# Occidozyga sumatrana
Espèce
Synonymes
- Microdiscopus sumatranus Peters, 1877

Statut de conservation UICN

 LC  : Préoccupation mineure
Occidozyga sumatrana est une espèce d'amphibiens de la famille des Dicroglossidae.

## Répartition
Cette espèce est endémique d'Indonésie. Elle se rencontre sur les îles de Bali, de Java, de Sumatra, de Sipura et de Simeulue jusqu'à 700 m d'altitude.
Sa présence est incertaine à Bornéo, dans la péninsule Malaise, en Thaïlande, en Inde et en Chine. Elle est confondue avec Occidozyga laevis.

## Étymologie
Son nom d'espèce lui a été donné en référence au lieu de sa découverte, Sumatra.

## Publication originale
- Peters, 1877 : Herpetologische Notizen. II. Bemerkungen über neue oder weniger bekannte Amphibien. Monatsberichte der Königlich preussischen Akademie der Wissenschaften zu Berlin, vol. 1877, p. 415-423 (texte intégral).